# Taufik Suparno
Taufik Suparno (* 31. Oktober 1995 in Singapur), mit vollständigem Namen Mohamad Taufik bin Suparno, ist ein singapurischer Fußballspieler.

## Karriere

### Verein
Taufik Suparno stand 2014 bei den Tampines Rovers unter Vertrag. Hier absolvierte er ein Spiel in der ersten Liga, der Singapore Premier League. Am 1. Januar 2015 wechselte er zu den Young Lions. Die Young Lions sind eine U23-Mannschaft, die 2002 gegründet wurde. In der Elf spielen U23-Nationalspieler und auch Perspektivspieler. Ihnen soll die Möglichkeit gegeben werden, Spielpraxis in der ersten Liga, der Singapore Premier League, zu sammeln. Für die Lions absolvierte er 26 Spiele in der ersten Liga. Vom 1. Januar 2018 bis 13. August 2018 absolvierte er seinen Militärdienst. Nach dem Militärdienst kehrte er zu seinem ehemaligen Verein Tampines Rovers zurück. 2019 und 2020 wurde er mit den Rovers Vizemeister. Den Singapore Cup gewann er 2019. Das Endspiel gegen den Warriors FC gewann der Verein mit 4:3. 2020 gewann er mit den Rovers den Singapore Community Shield. Das Spiel gegen Hougang United gewannen die Rovers mit 3:0.

### Nationalmannschaft
Sein Debüt in der singapurischen Nationalmannschaft gab Suparno 26. März 2022 in einen Freundschaftsspiel gegen Malaysia. Bei dem 2:1-Erfolg im Nationalstadion von Singapur wurde er in der 71. Minute für Ilhan Fandi eingewechselt.

## Erfolge
Tampines Rovers
- Singapore Cup: 2019
- Singapore Community Shield: 2020